# Papirus 115
Papirus 115 (według numeracji Gregory–Aland), oznaczany symbolem {\displaystyle {\mathfrak {P}}^{115}} – wczesny grecki rękopis Nowego Testamentu, spisany w formie kodeksu na papirusie. Paleograficznie datowany jest na III wiek. Zawiera 26 fragmentów Apokalipsy św. Jana. Osobliwością rękopisu jest to, że w tekście Ap 13,18 liczba Bestii uzyskuje wartość 616. Pomimo tego tekst rękopisu jest wysoko oceniany przez krytyków tekstu i przypuszcza się, że spośród zachowanych rękopisów Apokalipsy może być najbliższym oryginałowi.

## Opis
Zachowało się 26 fragmentów 9 kart z tekstem Apokalipsy św. Jana. Fragmenty pochodzą z różnych kart kodeksu. Nie da się ustalić, czy oryginalny rękopis zawierał jakiś inny tekst poza Apokalipsą. W manuskrypcie zastosowano paginację, jednak numery stron nie zawsze pasują do siebie, prawdopodobnie skryba użył wcześniej ponumerowanych kart.
Oryginalna karta miała rozmiary 14,5 na 22 cm, natomiast tekst zajmuje powierzchnię 12,5 na 18,5 cm. Tekst pisany jest jedną kolumną na stronę, 33–36 linijek w kolumnie. Skryba miał rękę wyrobioną przy pisaniu dokumentów. Stosuje dierezę, występuje błąd itacyzmu (np. αιχουσαν zamiast εχουσαν, ιδον zamiast ειδον), ale liczba błędów nie jest wielka. Zawiera w sumie 20 korekt, część z nich uczyniona została ręką skryby, część – przez późniejszego korektora.
Zachowały się następujące fragmenty tekstu Apokalipsy: 2,1-3.13-15.27-29; 3,10-12; 5,8-9; 6,5-6; 8,3-8.11-13; 9,1-5.7-16.18-21; 10,1-4.8-11; 11,1-5.8-15.18-19; 12,1-5.8-10.12-17; 13,1-3.6-16.18; 14,1-3.5-7.10-11.14-15.18-20; 15,1.4-7.
Nomina sacra pisane są skrótami (ΙΗΛ, ΑΥΤΟΥ, ΠΡΣ, ΘΩ, ΘΥ, ΑΝΩΝ, ΠΝΑ, ΟΥΝΟΥ, ΟΥΝΟΝ, ΚΥ, ΘΝ, ΑΝΟΥ, ΟΥΝΩ).
Jest jednym z najwcześniejszych zachowanych rękopisów Apokalipsy, jakkolwiek nie tak starym jak Chester Beatty III (początek III wieku).

## Tekst
Grecki tekst rękopisu jest zgodny z aleksandryjską tradycją tekstualną. Uważa się, że jest najlepszym rękopisem Apokalipsy, najbliższym oryginałowi. Bliski jest zwłaszcza dla Kodeksu Aleksandryjskiego i Efrema i jest najstarszym przedstawicielem tej grupy rękopisów. Papirus Chester Beatty III oraz Kodeks Synajski reprezentują drugą podgrupę tekstu aleksandryjskiego, cieszącą się mniejszym uznaniem ze strony krytyków tekstu. Tylko w 14 miejscach papirus 115 jest niezgodny z Kodeksem Aleksandryjskim i Efrema jednocześnie. David Parker, krytyk tekstu Nowego Testamentu, zaobserwował bliskie pokrewieństwo tekstualne z minuskułem 2329 (rękopis Apokalipsy wraz z komentarzem, datowany na X wiek). Minuskuł 2329 był wysoko ceniony przez Hoskiera, lecz niedoceniany przez innego badacza tekstu Apokalipsy – J. Schmida. Parker zauważył, że jest zgodny z Papirusem 115 w większości kluczowych miejsc Apokalipsy.
David C. Parker uznał, że tekst rękopisu jest wysokiej jakości i bliski oryginałowi. Nie posiada żadnych osobliwych wariantów tekstowych, które nie występowałyby w innych rękopisach, a to oznacza, że skryba wiernie kopiował. Rękopis przekazuje błędne warianty jedynie w 8,6; 9,5.11 (dwukrotnie); 11,15; 13,18. Najważniejszymi wariantami kodeksu są te, w których nie jest zgodny z Kodeksem Aleksandryjskim. Zdaniem Parkera ze względu na świadectwo papirusu 115 współczesne krytyczne wydania Nowego Testamentu należy poprawić w dwóch miejscach: 9,3 i 10,10. Parker przypuszcza, że rękopis może rzucać światło na najważniejszy okres ewolucji tekstu Apokalipsy.
W Ap 13,18 liczba Bestii przekazana została w wariancie 616 (ΧΙϚ), a nie 666. Tak też ma Kodeks Efrema oraz starołaciński itz. Ireneusz z Lyonu wspominał, że niektóre rękopisy zawierają liczbę 616 i uznał ten wariant za błędny. Również Tykoniusz znał ten wariant. Tischendorf podał w swoim Editio Octava critica maior, iż dwa minuskułowe rękopisy zawierają tę liczbę, nie zostało to jednak potwierdzone przez Gregory'ego.

## Historia
Manuskrypt powstał w Egipcie. Na liście rękopisów znalezionych w Oksyrynchos figuruje na pozycji 4499. Tekst opublikował Walter E.H. Cockle w 1999 roku. INTF umieścił go na liście rękopisów Nowego Testamentu, w grupie papirusów, dając mu numer 115.
Rękopis datowany jest przez INTF na III wiek. Wykazuje paleograficzne podobieństwo do P. Flor. 108 oraz P. Flor. 259, które powinny być datowane przed 256 rokiem (ze względu na terminus ante quem). Przypomina również P. Oxy. 1016, który powinien być datowany przed 234 rokiem. Philip Comfort datuje go na połowę lub koniec III wieku. Juan Chapa datuje go na lata 225–275. W paleograficznym datowaniu tego kodeksu największą rolę odgrywają kształty takich liter jak: alfa, beta, delta, kappa oraz nu.
Cytowany jest w 27 wydaniu Novum Testamentum Graece Nestle-Alanda (NA27).
Obecnie przechowywany jest w Ashmolean Museum (P. Oxy. 4499) w Oksfordzie.